# Joseph Quick (senior)
Joseph Quick senior (Chelsea, 6 november 1809 – 30 maart 1894) was een Brits ingenieur.
Quick bouwde expertise op op het vlak van  bouw en –exploitatie van installaties en distributiemethodes van drinkwater. Omstreeks 1840 trad hij in dienst bij de Southwark Waterworks Company. Tien jaar later werd hij raadgevend ingenieur voor de Grand Junction Waterworks Company, en was daar betrokken bij de bouw van het pompstation en de filterinstallaties bij Kew Bridge en Campden Hill.
Na de cholera-epidemie in Londen van 1848-1849 werd hij door de regering gevraagd voor advies inzake de mogelijkheden om de verschillende Londense waterbedrijven op te kopen met het oog op een gecentraliceerde aanpak van de watervoorziening onder één bestuur. Dit leidde tot de Metropolis Water Act (1852) die de bedrijven verplichtte hun innamepunten op de Theems te verplaatsen tot buiten de getijdenzone. Deze wet bepaalde ook dat al het geleverde water gefilterd moest worden. De grote werken in Kew Bridge en Battersea werden door Joseph Quick senior ontworpen en onder zijn leiding uitgevoerd.
Hij was ook elders betrokken bij diverse waterleidingontwerpen: Portsmouth en Derbyshire in Engeland, Sint-Petersburg, Beiroet, en Odessa. In Antwerpen stond hij mede aan de wieg van de Antwerpse Waterwerken en in Nederland was hij onder meer bestuurder bij de Amsterdamse Duinwatermaatschappij, waar hij zich vooral inliet met de technische aspecten van het bedrijf. 
Zijn zoon Joseph Quick jr. was eveneens een Brits ingenieur.